# 1886 год в науке

## События
- 29 января — Карл Бенц подал заявку на получение патента на свой трёхколёсный моторизованный экипаж. Эта дата считается днём рождения автомобиля[1].
- В статье, датируемой 6 февраля Клеменс Винклер сообщает об открытии нового элемента — германия[2].
- 8 мая — Джон Стит Пембертон изобрёл напиток Coca-Cola.
- Австрийский ботаник Ганс Молиш публикует статью, в которой предлагает качественную реакцию на определение наличия углеводов в растворе, получившую известность под названием реакция Молиша[3][4].
- Посудомоечная машина: Джозефина Кокрейн.
- Нефтяной двигатель Экройда Стюарта.
- Бензиновый двигатель внутреннего сгорания: Готтлиб Даймлер.

## Родились
См. также: Категория:Родившиеся в 1886 году
- 28 февраля — лингвист Макс Фасмер, автор этимологического словаря русского языка (ум. 1962).
- 5 марта — Владимир Юльевич Визе, советский и российский океанолог, исследователь Арктики, член-корреспондент АН СССР (ум. 1954).
- 6 июля — Марк Блок, французский историк (ум. 1944).

## Скончались
См. также: Категория:Умершие в 1886 году
- 1 января — Иван Матвеевич Бобровницкий, российский филолог, педагог и переводчик; ординарный профессор КДА (род. 1813)[5].
- 23 мая — Леопольд Ранке, немецкий историк (род. 1795).
- 17 августа — Александр Михайлович Бу́тлеров, русский химик (род. 1828).
- 23 ноября — Адам Киркор, литовский и белорусский археолог и издатель (род. 1818).
- 28 ноября — Евгений Васильевич Березин, российский педагог и гидрограф; начальник гидрографической экспедиции Балтийского моря (род. 1833)[6].